# Tossal Balaguer
El Tossal Balaguer és una muntanya de 341 metres que es troba al municipi d'Arbeca, a la comarca catalana de les Garrigues.